# Diocèse de San Juan de los Lagos
Le diocèse de San Juan de los Lagos (en latin : Dioecesis Sancti Ioannis a Lacubus ; en espagnol : Diócesis de San Juan de los Lagos) est un diocèse de l'Église catholique du Mexique, suffragant de l'archidiocèse de Guadalajara.

## Territoire

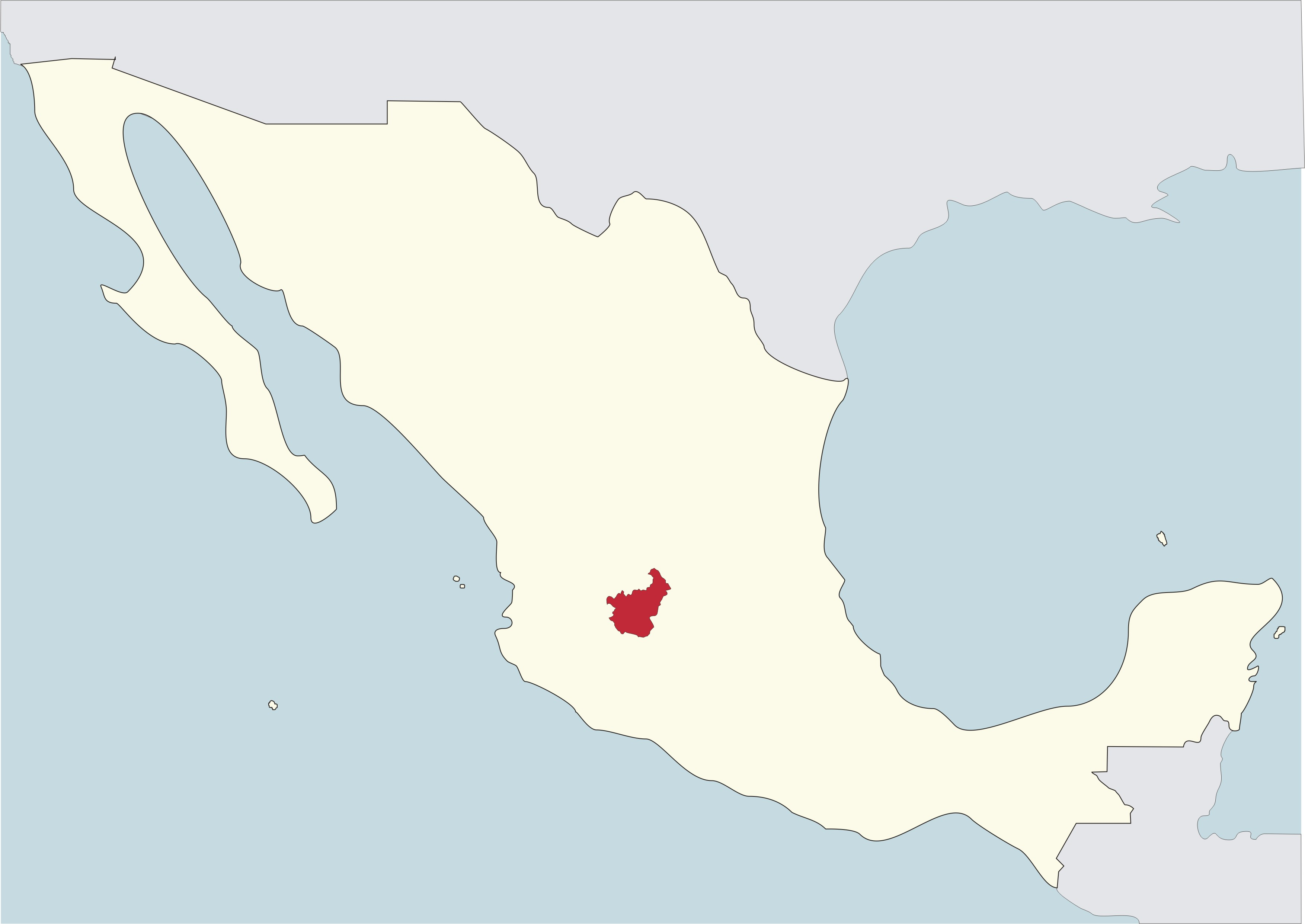
Diocèse de San Juan de los Lagos en rouge sur la carte du Mexique

Il comprend 20 municipalités de l'État de Jalisco : Acatic, Arandas, Atotonilco, Ayotlan, Cañadas de Obregón, Degollado, Jalostotitlán, Jesús María, Lagos de Moreno, Mexticacán, San Diego de Alejandría, San Ignacio Cerro Gordo, San Juan de los Lagos, 
San Julian, San Miguel el Alto, Tepatitlan de Morelos, Tototlán, Unión de San Antonio, Valle de Guadalupe et Yahualica. Il gère aussi la localité de Jalpa de Cánovas de la municipalité de Purísima del Rincón de l'État de Guanajuato ce qui correspond à un territoire d'une superficie de 12 000 km2 divisé en 91 paroisses.
Le siège épiscopal est dans la ville de San Juan de los Lagos où se trouve la cathédrale-basilique Notre-Dame de San Juan de los Lagos, l'un des sanctuaires les plus visités du Mexique, deuxième après la basilique de Notre-Dame-de-Guadeloupe.

## Historique
Le diocèse est érigé le 25 mars 1972 par la constitution apostolique Qui omnium du pape Paul VI en prenant une partie du territoire de l'archidiocèse de Guadalajara dont San Juan de los Lagos devient suffragant.

## Évêques
- Francisco Javier Nuño y Guerrero (25 mars 1972 - décembre 1980)
- José López Lara (28 juillet 1981 - 25 avril 1987)
- José Trinidad Sepúlveda Ruiz-Velasco (12 février 1988 - 20 janvier 1999)
- Javier Navarro Rodríguez (20 janvier 1999 - 3 mai 2007), nommé évêque de Zamora
- Felipe Salazar Villagrana (11 mars 2008 - 2 avril 2016)
- Jorge Alberto Cavazos Arizpe (2 avril 2016 - 26 mars 2022), nommé archevêque de San Luis Potosí
- José Leopoldo González González, depuis le 19 mars 2024